# ارغوانیه
ارغوانیه نام یک باغ ییلاقی بزرگ در شمال تهران بوده، که در جنوب غربی قلهک قرار داشته و امروزه، داودیه خوانده می‌شود.
در اصفهان نیز منطقه ای به نام ارغوانیه در بالای شهرستان خوراسگان وجود دارد.

## وجه تسمیه
عده ای معتقدند که نام ارغوانیه به مناسبت درختهای ارغوانی بوده که در خیابان‌های این محل، کاشته شده بوده‌است. اما بعضی دیگر معتقدند که اینجا را ارغون میرزا، پسر حسنعلی میرزا شجاع السلطنه ساخته و به همین دلیل ارغوانیه نام گرفته‌است.

## تاریخچه
گفته می‌شود مدتی پس از اینکه بساط ارغون میرزا و سایر بازماندگان حسنعلی میرزا برچیده شده و اموال آنان مصادره و ضبط گردید، میرزا آقاخان نوری، ارغوانیه را مالک شد. وی نام ارغوانیه را به نام پسرش میرزا داود خان، به داودیه تغییر داد و بعدها این محل به همین میرزا داود خان رسید. میرزا داوود خان، از داودیه با عنوان باغ ییلاقی خویش استفاده می نمود.

## منبع
- بامداد، مهدی (۱۳۴۷)، شرح حال رجال ایران در قرن ۱۲ و ۱۳ و ۱۴ هجری(جلد ۱)، تهران: زوار